# Championnats du monde de cross-country 1984
Navigation
Édition précédente Édition suivante
Les 12e Championnats du monde de cross-country IAAF  se déroulent le 25 mars 1984 dans le Meadowlands Sports Complex de East Rutherford aux États-Unis.

## Résultats

### Cross long homme

#### Individuel
| Médaille | Athlète                    | Temps       |
| Or       | Carlos Lopes Portugal      | 33 min 25 s |
| Argent   | Tim Hutchings Angleterre   | 33 min 30 s |
| Bronze   | Steve Jones Pays de Galles | 33 min 32 s |

#### Équipes
| Médaille | Athlètes | Points  |
| Or       | Éthiopie Bekele Debele (8e) Adugna Lema (9e) Mohamed Kedir (16e) Dereje Nedi (24e) Eshetu Tura (31e) Wodajo Bulti (46e)                | 134 pts |
| Argent   | États-Unis Pat Porter (4e) Ed Eyestone (6e) Craig Virgin (17e) John Easker (28e) Jeff Drenth (41e) Mark Stickley (65e)                 | 161 pts |
| Bronze   | Portugal Carlos Lopes (1st) Fernando Mamede (23e) Antonio Leitão (25e) João Campos (26e) Ezequiel Canario (64e) Joaquim Pinheiro (84e) | 223 pts |

### Course juniors hommes

#### Individuel
| Médaille | Athlète                  | Temps       |
| Or       | Pere Casacuberta Espagne | 21 min 32 s |
| Argent   | Doju Tessema Éthiopie    | 21 min 34 s |
| Bronze   | John Castellano Canada   | 21 min 37 s |

#### Équipes
| Médaille | Athlètes   | Points |
| Or       | Éthiopie   | 21 pts |
| Argent   | Espagne    | 34 pts |
| Bronze   | Angleterre | 68 pts |

### Cross long femmes

#### Individuel
| Médaille | Athlète                       | Temps       |
| Or       | Maricica Puica Roumanie (ROU) | 15 min 56 s |
| Argent   | Galina Zakharova (URS)        | 15 min 58 s |
| Bronze   | Grete Waitz Norvège (NOR)     | 15 min 58 s |

#### Équipes
| Médaille | Athlètes                                                                                        | Points |
| Or       | États-Unis Betty Springs (9e) Cathy Branta (10e) Sabrina Dornhoefer (16e) Cathie Twomey (17e)   | 52 pts |
| Argent   | Angleterre Jane Furniss (5e) Christine Benning (6e) Ruth Smeeth (15e) Carole Bradford (39e)     | 65 pts |
| Bronze   | Nouvelle-Zélande Dianne Rodger (14e) Mary O'Connor (19e) Christine Hughes (27e) Sue Bruce (31e) | 91 pts |